# Pelle Kronestedt
Pelle Kronestedt, född 29 juni 1968 i Stockholm, är en svensk fotograf, konstnär, kurator och lärare baserad i Göteborg. Han är universitetslektor i fotografi vid HDK-Valand i Göteborgs universitet.
Pelle Kronestedt utbildade sig 1989–1992 på Fotohögskolan i Göteborg och 1997 i interaktiva medier på Dramatiska Institutet/KTH/Grafiska Institutet i Stockholm. Han har varit verksam som redaktör och grundare för IT-magasinet Hallå, ett månadsmagasin om informationsteknologi 1994–1996. Del av Hallå blev systertidningen Internetguiden (båda på Fanzine media). Han var webbredaktör för UNDER/EXPOSED 1998 (WM-data), en fotografisk utställning i Stockholms tunnelbana. Kronestedt startade Bildjournalistikprogrammet på Mittuniversitetet i Sundsvall 2002 och blev programansvarig och var det fram till 2007. Han anställdes 2009 som adjunkt på Högskolan för fotografi, blev lektor 2012 på Akademin Valand där han var enhetschef 2014–2017. Åren 2017–2019 var Kronestedt verksamhetschef på CFF – Centrum för fotografi i Stockholm. I oktober 2019–maj 2022 var han programansvarig för masterprogrammet i fotografi och universitetslektor på HDK-Valand i Göteborg. För att vara en andra period som verksamhetschef, CFF – Centrum för fotografi 2022–2023. Idag[när?] är han lektor på HDK-Valand - Högskolan för konst och design i Göteborg tillsvidare.
Kronestedt är ansluten till bildarkivet Linkimage. Han var ordförande i Svenska Fotografers Förbund 2009–2011. 
Pelle Kronestedt har ställt ut bland annat på Arbetets museum i Norrköping, på Kulturhuset i Stockholm, Centre Culturel Suedois i Paris, Gallery Lichtblick i Köln, Parco Gallery i Tokyo, Nederlands Foto Instituut i Rotterdam, Centre National de l´audiovisuel i Luxemburg, Mois de la Photo i Montreal i Kanada.